# Seikiloslied
Het Seikiloslied is een van de weinige overblijfselen uit de Griekse muziek uit de Oudheid en tevens het oudst overgeleverde voorbeeld van een complete muziekcompositie ter wereld, met inbegrip van de notatie.
Een zekere Seikilos liet het als grafschrift voor zijn vrouw in steen uitbeitelen. Het in de (hypo-)mixolydische modus staande drinklied (een 'skolion') dateert vermoedelijk uit de eerste eeuw voor Christus. Het werd aangetroffen bij Tralles in Turkije in 1883.
Boven het liedje (getranscribeerd hier in modern Grieks font) staat een regel met letters en tekens voor het melodietje:
In moderne muzieknotatie zou dit vertaald kunnen worden naar:
De vertaling luidt: Schijn, zolang je leeft, en lijd aan niets, het leven bestaat slechts korte tijd, en de tijd eist zijn tol.